# Río Palacé
 (octobre 2013).
Le río Palacé est une rivière de Colombie et un affluent du río Cauca dans le bassin du Río Magdalena.

## Géographie
Le río Palacé prend sa source dans la cordillère Centrale, dans le département de Cauca, au niveau de la municipalité de Totoró. Il coule ensuite vers l'ouest avant de rejoindre le río Cauca au nord de la municipalité d'El Tambo.